# 森蒂內爾冰原島峰
64°46′S 60°44′W / 64.767°S 60.733°W

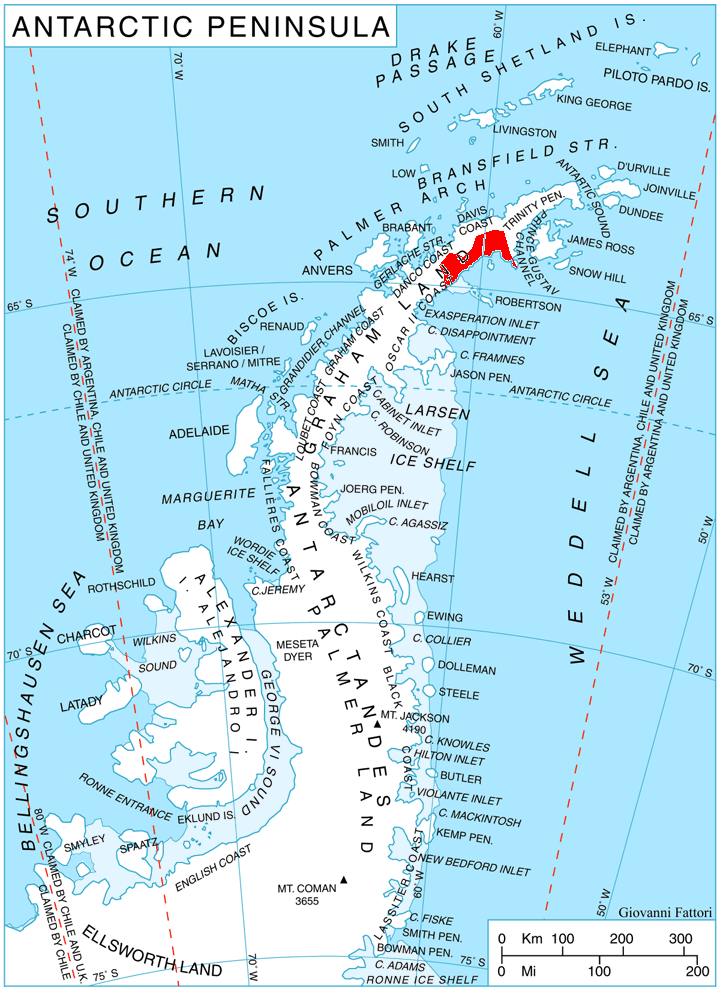

森蒂內爾冰原島峰是南極洲的冰原島峰，位於葛拉漢地西部，處於福爾戈德山以西和安娜角西南面3.7公里，由比利時的極地探險隊發現。